# Alonzo G. Smith
Alonzo G. Smith (* 6. September 1848 als Alonzo Greene Smith im Meigs County, Ohio; † 6. August 1907 in Indianapolis, Indiana) war ein US-amerikanischer Politiker. Zwischen 1887 und 1889 war er kommissarischer Vizegouverneur des Bundesstaates Indiana.

## Werdegang
Über diesen amerikanischen Politiker ist fast nichts überliefert. Fest steht nur: Er gehörte der Demokratischen Partei an und war im Jahr 1887 Mitglied sowie President Pro Tempore des Senats von Indiana.
Das Jahr 1887 wurde in Indiana von einem Ereignis überschattet, das als Schwarzer Tag der Staatslegislative in die Geschichte des Staates einging. Es begann mit der Erklärung von Gouverneur Isaac P. Gray, er wolle von der General Assembly in den US-Senat gewählt werden. Damit begann ein Streit zwischen den beiden großen Parteien, der eskalierte, als der von den Demokraten beherrschte Staatssenat dem neu gewählten Vizegouverneur Robert S. Robertson dieses Amt verwehrte. Daran änderte auch ein Urteil des Supreme Court of Indiana nichts. Als Robertson am 24. Februar 1887 versuchte, den Sitzungsraum des Senats zu betreten, kam es zu handgreiflichen Auseinandersetzungen zwischen Demokraten und Republikanern. Robertson wurde tätlich angegriffen und es fielen sogar Schüsse. Der Gouverneur musste die Polizei zu Hilfe rufen, um die Tumulte zu beenden. Als Ergebnis kam eine Pattsituation heraus: Der Gouverneur verzichtete auf seine Kandidatur für den US-Senat und Robertson konnte sein Amt nicht antreten. Diese Ereignisse waren mit ein Grund dafür, dass mit dem 16. Verfassungszusatz die Direktwahl von US-Senatoren eingeführt wurde. Kommissarischer Vizegouverneur wurde Senatspräsident Alonzo G. Smith, der diesen Posten dann bis 1889 innehatte.
Zwischen 1890 und 1894 übte Smith das Amt des Attorney General seines Staates aus. Danach verliert sich seine Spur.